# Sud Fluminense
La mésorégion du Sud Fluminense est une des six mésorégions de l'État de Rio de Janeiro et se trouve en limite des États de São Paulo et du Minas Gerais. Elle est subdivisée par les microrégions de Baie d'Ilha Grande, Barra do Piraí et de la Vallée de la Paraíba Fluminense, toutes, excepté celle de Baía da Ilha Grande, sont traversées d'ouest en est par le rio Paraíba do Sul. Elle occupe une aire de 7 916 km² pour une population de 1 015 574.
Elle est composée des municipalités d'Angra dos Reis, Barra do Piraí, Barra Mansa, Itatiaia, Paraty, Pinheiral, Piraí, Porto Real, Quatis, Resende, Rio Claro, Rio das Flores, Valença et Volta Redonda.
Le centre politico-économique de cette région est la commune de Volta Redonda, avec environ 260 000 habitants. La capitale du Sud Fluminense est la ville qui a les meilleures qualité de vie et organisation urbaine de l'intérieur de l'État.

## Économie
Le Sud Fluminense a une économie basée sur la métallurgie, les industries mécanique, automobile, alimentaire et énergétique (usines thermo-électriques, thermo-nucléaires et hydro-électriques) et la sidérurgie et les cimenteries. Les activités agricoles et d'élevage sont marquées par la production de fleurs et de fruits l'élevage laitier et de volailles.

## Transports
Cette région est traversée de voies ferrées et d'autoroutes qui relient ses cités aux principaux centres urbain du Brésil (Rio de Janeiro, São Paulo et Belo Horizonte). Parmi ces voies, on peut citer la route fédérale BR-116 (autoroute Presidente Dutra) qui traverse une partie de la région, notamment les municipalités de la microrégion de la Vallée du Paraíba Fluminense, et les BR-393 - autoroute Lúcio Meira, qui relie Volta Redonda à la région Nordeste du pays - et BR-040, considérée comme la plus grande voir routière d'Amérique latine. On peut aussi noter la BR-101 (autoroute Rio-Santos), qui traverse les communes d'Angra dos Reis et de Paraty.
Les chemins de fer du Sud Fluminense relient aussi les principales villes de l'endroit aux métropoles nationales. Elles ont essentiellement un caractère industriel, notamment la « Voie ferrée de l'acier » qui va de Volta Redonda aux mines de fer et de dolomite du Minas Gerais.
Dans cette région se trouve un des principaux ports du pays, le port d'Angra dos Reis. De petits aéroports desservent les principales villes de la région, pour des vols intérieurs.

## Tourisme
Sur le territoire d'Itatiaia se trouve le Pic des Agulhas Negras qui, avec 2 787 mètres est le point le plus haut de l'État. Angra dos Reis possède la baie d'Ilha Grande, qui, avec Paraty, forment la partie littorale du Sud Fluminense entrecoupée par l'océan Atlantique, avec ses nombreuses plages et îles : la seule commune d'Angra dos Reis en possède 365.
D'autres attractions touristiques valorisent l'économie de la région, qui fut longtemps sous la domination de la caféiculture. Les diverses propriétés rurales de la moyenne Vallée du Paraíba Fluminense attirent aujourd'hui un grand nombre de personnes dans la région touristique de la « Vallée du Cycle du café ». Les districts de Penedo et Maromba, à Itatiaia, Visconde de Mauá à Resende et Conservatória, à Valença voient un grand nombre de touristes les visiter chaque année.